# Georges Brunel (mathématicien)
Pour les articles homonymes, voir Georges Brunel et Brunel.
Georges Brunel, né le 17 septembre 1856 à Abbeville et mort le 24 juillet 1900 à Bordeaux, est un mathématicien français.

## Biographie
Brunel a obtenu son agrégation à Paris à l’École normale supérieure de Paris en 1880, avant d’aller étudier à l’université de Leipzig avec Felix Klein en 1880-81.
En 1881, il est assistant à l’ENS, puis chargé de cours de mécanique à l’École des sciences d’Alger, en 1882. En 1883, il obtient son doctorat à l’ENS avec une Étude sur les relations algébriques entre les fonctions hyperelliptiques de genre 3  et, à partir de 1884, il est professeur à la Faculté des Sciences de Bordeaux, dont il devient président.
Sous sa direction, la Société de recherche naturelle de Bordeaux est devenue une institution scientifique connue pas seulement en France. Pionnier de la théorie des graphes, on lui doit également l’article « Intégrales définies » dans l’Enzyklopädie der mathematischen Wissenschaften.

## Publications
- « Sur les propriétés métriques des courbes gauches dans un espace linéaire à {\displaystyle n} dimensions », Mathematische Annalen, vol. 19, no 1,‎ 1881, p. 37–55 (lire en ligne, consulté le 23 juin 2022).
- « Étude sur les relations algébriques entre les fonctions hyperelliptiques de genre 3 », Annales scientifiques de l'École normale supérieure, Paris, 2e série, vol. 12,‎ 1883, p. 199–260 (DOI 10.24033/asens.224, lire en ligne sur Gallica, consulté le 23 juin 2022).